# Capil·lar sanguini

Estructures de la microcirculació

Els capil·lars són els vasos sanguinis de menor diàmetre, la seva paret està formada només per l'endoteli amb el seu suport, cosa que permet l'intercanvi de substàncies entre la sang i les substàncies que es troben al voltant d'aquesta.

## Estructura
La paret capil·lar està formada per una capa de cèl·lules endotelials extremadament aplanades, una làmina basal i una petita xarxa de fibres reticulars. Poden associar-se a la paret capil·lar algunes cèl·lules mesenquimàtiques indiferenciades. En alguns punts, les cèl·lules pericapil·lars es diferencien més i tenen unes prolongacions ramificades que s'estenen circularment entorn del capil·lar. Aquestes cèl·lules anomenades perícits, es pensa que puguin ser contràctils. Les mateixes cèl·lules endotelials poden contreure's després d'un estímul mecànic i per això sembla innecessari atribuir variacions de la grandària de la llum a cèl·lules especials de la paret capil·lar.
El calibre dels capil·lars de les diferents parts del cos varia entre uns límits relativament estrets, entre 8 i 12 micròmetres, i permet el pas amb dificultats de les cèl·lules sanguínies. En els òrgans que estan en un estat d'activitat funcional mínima, molts capil·lars estan estrets de tal manera que tot just circula sang per ells. Ordinàriament, només el 25 per 100 del jaç capil·lar total del cos està obert, però quan augmenta l'activitat, els capil·lars s'obren i es restaura el flux per a atendre a les necessitats locals d'oxigen i nutrients. En els talls transversals dels capil·lars petits, una cèl·lula endotelial pot estendre's al voltant de tota la llum. En els capil·lars majors, la paret pot estar constituïda per dues o tres cèl·lules. S'estima que la longitud total de tots els capil·lars del cos humà és d'uns 10.000.000 quilòmetres.
Els capil·lars individuals formen part del llit capil·lar, la xarxa entrellaçada de capil·lars que irriguen els teixits i òrgans.

## Tipus de capil·lars
- Capil·lars venosos: encarregats de dur sang desoxigenada cap al cor per mitjà de les vènules on es troben les venes perquè després aquest ho bombi a les diferents parts del cos.
- Capil·lars arterials: encarregats de transportar la sang oxigenada als diferents teixits i òrgans. No obstant això, amb la resolució que proporciona el microscopi de llum, els capil·lars dels diferents teixits i òrgans semblen molt semblants, però amb el microscopi electrònic han pogut distingir-se sobre la base de les diferències de l'endoteli almenys dos tipus morfològics distints.
- Capil·lars continus o de tipus muscular: en el múscul, el teixit nerviós i els teixits conjuntius del cos, l'endoteli forma una capa prima ininterrompuda al voltant de tota la circumferència del capil·lar.
- Capil·lars fenestrats o viscerals: en el pàncrees, el tub digestiu i les glàndules endocrines, l'endoteli varia de grossor, i algunes regions summament primes estan interrompudes per fenestracions circulars o porus de 80 a 100 nanòmetres, tancats per un diafragma molt prim. Quan se'ls veu de front en les micrografies de microscopi electrònic d'escombra o en preparacions de criofractura, els porus apareixen distribuïts de manera molt regular amb una distància de centre a centre d'uns 130 nanòmetres. En aquests capil·lars fenestrats, les àrees que mostren porus constitueixen només una part de la paret del got sent la resta semblant a l'endoteli dels capil·lars de tipus muscular. Les proporcions relatives d'àrees fenestrades i no fenestrades, varien en els capil·lars dels diferents òrgans. Entre els capil·lars fenestrats, els del glomèrul renal semblen una excepció pel fet que els porus no estan tancats per diafragmes, i la seva làmina basal és fins a tres vegades més gruixuda que la dels altres capil·lars. El líquid travessa la paret a una velocitat cent vegades major que en els capil·lars del múscul, fenomen que afecta directament la pressió arterial.

## Fisiologia dels capil·lars
La funció principal dels capil·lars és l'intercanvi de substàncies entre la llum dels capil·lars i l'interstici cel·lular dels teixits. Només el 5% de la sang es troba en la circulació capil·lar i amb un volum tan petit de sang s'assegura la funció d'intercanvi de substàncies. Aquestes substàncies són nutrients, gasos i productes finals del metabolisme cel·lular.
La funció d'intercanvi varia segons l'estructura de l'endoteli, depenent de si és continu o fenestrat. L'intercanvi de substàncies entre l'interior dels capil·lars i l'interstici cel·lular dels teixits s'afavoreix per la secció màxima en els capil·lars pel que fa a tot el sistema circulatori i la velocitat mínima de la sang que els recorre. El flux de sang dels capil·lars ve regulat per les arterioles que presenten musculatura en la seva paret, mitjançant vasoconstricció o vasodilatació. Els tres mecanismes que regulen l'intercanvi de substàncies són:
- Sistema de transportadores cel·lulars, que generalment funcionen a costa d'energia metabòlica, seleccionen quines substàncies s'intercanvien entre la llum del capil·lar i l'interstici cel·lular.
- Difusió: Basada en la diferència en el gradient de concentracions que va del mitjà més concentrat al menys concentrat. Els mecanismes de difusió funcionen extremadament bé amb molècules liposolubles, ja que poden travessar les membranes com per exemple l'oxigen i el diòxid de carboni. Les molècules més hidrosolubles necessiten canals situats en les membranes i passen a través de mecanismes de difusió. És molt important el pes molecular de la substància per a la permeabilitat pel que a més pes molecular, menys permeabilitat. La composició del plasma i la del líquid intersticial és bàsicament la mateixa. Es diferencien en la quantitat de proteïnes que és d'uns 16 meg/litre en el plasma i només 2 meg/litre en el líquid intersticial, perquè les proteïnes no travessen els capil·lars. Quan es renova el líquid intersticial, entra en contacte amb la cèl·lula. Com més impermeable sigui l'endoteli més transport es produeix i, com més permeable, més difusió.
- Filtració: Es refereix sobretot a l'aigua. Les forces que participen en la filtració depèn de l'Equació de Starling.